# Gong Maoxin
Gong Maoxin (chinesisch 公茂鑫, Pinyin Gōng Màoxīn; * 24. Oktober 1987 in Nanjing) ist ein chinesischer Tennisspieler.

## Karriere
Gong Maoxin spielt hauptsächlich auf der ATP Challenger Tour und der ITF Future Tour. Er feierte bislang fünf Einzel- und 24 Doppelsiege auf der Future Tour. Auf der Challenger Tour siegte er bislang fünfmal in der Doppelkonkurrenz.
Auf der ATP World Tour gelangen ihm bisher noch keine größere Erfolge. Bei den China Open 2010 in Peking besiegte er mit seinem Partner Li Zhe in der ersten Runde das Duo Łukasz Kubot und Oliver Marach, sie schieden jedoch im Viertelfinale aus. Weit erfolgreicher spielt Gong Maoxin im Davis Cup, wo er seit 2008 regelmäßig für die Chinesische Davis-Cup-Mannschaft zum Einsatz kommt. Von insgesamt 13 Spielen gewann er fünf, davon drei im Doppel und zwei im Einzel.

## Erfolge
| Legende (Anzahl der Siege)  |
| Grand Slam                  |
| ATP World Tour Finals       |
| ATP World Tour Masters 1000 |
| ATP World Tour 500          |
| ATP World Tour 250          |
| ATP Challenger Tour (17)    |

### Doppel

#### Turniersiege
| Nr. | Datum              | Turnier      | Belag       | Partner        | Finalgegner                          | Ergebnis          |
| --- | ------------------ | ------------ | ----------- | -------------- | ------------------------------------ | ----------------- |
| 1.  | 21. August 2010    | Qarshi       | Hartplatz   | Li Zhe         | Divij Sharan Vishnu Vardhan          | 6:3, 6:1          |
| 2.  | 18. September 2010 | Bangkok (1)  | Hartplatz   | Li Zhe         | Yuki Bhambri Ryler DeHeart           | 6:3, 6:4          |
| 3.  | 20. Juli 2014      | Kaohsiung    | Hartplatz   | Peng Hsien-yin | Chen Ti Huang Liang-chi              | 6:3, 6:2          |
| 4.  | 16. Mai 2015       | Seoul        | Hartplatz   | Peng Hsien-yin | Lee Hyung-taik Danai Udomchoke       | 6:4, 7:5          |
| 5.  | 27. Februar 2016   | Kyōto        | Teppich (i) | Yi Chu-huan    | Gō Soeda Yasutaka Uchiyama           | 6:3, 7:67         |
| 6.  | 13. März 2016      | Zhuhai (1)   | Hartplatz   | Yi Chu-huan    | Wu Di Hsieh Cheng-peng               | 2:6, 6:1, [10:5]  |
| 7.  | 6. August 2016     | Chengdu (1)  | Hartplatz   | Zhang Ze       | Gao Xin Li Zhe                       | 6:4, 6:2          |
| 8.  | 11. März 2017      | Zhuhai (2)   | Hartplatz   | Zhang Ze       | Ruan Roelofse Yi Chu-huan            | 6:3, 7:64         |
| 9.  | 21. April 2018     | Nanchang     | Sand (i)    | Zhang Ze       | Ruben Gonzales Christopher Rungkat   | 3:6, 7:67, [10:7] |
| 10. | 7. Juli 2018       | Recanati     | Hartplatz   | Zhang Ze       | Gonzalo Escobar Fernando Romboli     | 2:6, 7:65, [10:8] |
| 11. | 4. August 2018     | Chengdu (2)  | Hartplatz   | Zhang Ze       | Michail Jelgin Jaraslau Schyla       | 6:4, 6:4          |
| 12. | 7. September 2018  | Zhangjiagang | Hartplatz   | Zhang Ze       | Bradley Mousley Akira Santillan      | kampflos          |
| 13. | 15. September 2018 | Shanghai     | Hartplatz   | Zhang Ze       | Hua Runhao Zhang Zhizhen             | 6:4, 3:6, [10:4]  |
| 14. | 21. Oktober 2018   | Ningbo       | Hartplatz   | Zhang Ze       | Hsieh Cheng-peng Christopher Rungkat | 7:5, 2:6, [10:5]  |
| 15. | 27. Oktober 2018   | Liuzhou      | Hartplatz   | Zhang Ze       | Hsieh Cheng-peng Christopher Rungkat | 6:3, 2:6, [10:3]  |
| 16. | 17. Februar 2019   | Bangkok (2)  | Hartplatz   | Zhang Ze       | Hsieh Cheng-peng Christopher Rungkat | 6:4, 6:4          |
| 17. | 10. März 2019      | Zhuhai (3)   | Hartplatz   | Zhang Ze       | Max Purcell Luke Saville             | 6:4, 6:4          |